# Wolfman (Film)
Wolfman ist ein US-amerikanischer Horrorfilm der Universal Studios aus dem Jahr 2010. Regie führte Joe Johnston und die Hauptrollen spielten Benicio del Toro und Anthony Hopkins. Das Budget des Films betrug 150 Millionen US-Dollar. In Deutschland kam Wolfman am 11. Februar 2010 in die Kinos, in den USA am 12. Februar 2010. Der Film ist eine Neuverfilmung von Der Wolfsmensch (Original: The Wolf Man) aus dem Jahre 1941. Auf dieser Grundlage folgte 2025 der Film Wolf Man.

## Handlung
England im Jahre 1891: Um bei der Suche nach seinem vermissten Bruder zu helfen, kehrt der Schauspieler Lawrence Talbot im viktorianischen England in seine Heimat Blackmoor in Hampshire zurück, wo eine mysteriöse Serie blutiger Todesfälle die Menschen in Atem hält.
Lawrence wird von seinem Vater Sir John Talbot und dessen altem Diener empfangen. Nach einer kühlen Begrüßung erklärt ihm sein Vater, dass er zu spät komme, da die Leiche seines Bruders bereits in einem Straßengraben gefunden worden sei. Auf dem Landsitz hält sich außerdem Miss Gwen Conliffe, die Verlobte seines Bruders, auf.
Lawrence begibt sich zur Leichenschau und findet entsetzt eine völlig entstellte und zerfleischte Leiche vor. Lawrence bekommt die letzten Habseligkeiten, die eigentlich mit seinem Bruder bestattet werden sollten. Bei seinem Tod trug der Bruder ein Medaillon bei sich, das von einer Zigeunersippe stammt, die sich seit kurzem bei Blackmoor aufhält. Die Warnung seines Vaters missachtend, bei Vollmond das Haus nicht zu verlassen, begibt sich Lawrence zu den Zigeunern. Als Lawrence Informationen über seinen Bruder sucht, treffen der Dorfpolizist und Männer der örtlichen Bevölkerung ein. Sie schreiben dem von den Zigeunern mitgeführten Bären die jüngsten Todesfälle zu. Fast zeitgleich wird das Lager überraschend von einem kaum zu erkennenden tierischen Wesen angegriffen, das Panik auslöst und einige Menschen tötet. Bei dem Versuch, einen fliehenden Jungen zu schützen, wird Lawrence attackiert und am Hals gebissen. Die Zigeuner finden ihn, behandeln seine Wunde und schaffen ihn zum Landsitz seiner Familie.
Die Genesung von Lawrence dauert einen Monat, in dem sich insbesondere Gwen um ihn kümmert. Als der behandelnde Arzt erneut die Wunde untersucht, bemerkt er, dass diese ungewöhnlich schnell verheilt. Scotland Yard hat unterdessen Inspektor Francis Aberline nach Blackmoor geschickt, um die Vorkommnisse zu klären. Von Lawrences Arzt alarmiert und von alten Legenden beeinflusst, wollen die Dorfbewohner Lawrence kurz vor Vollmond notfalls mit Gewalt abholen und unter Beobachtung stellen. Nur durch das Eingreifen seines Vaters, der auf sein Landrecht verweist und keine Konfrontation scheut, gelingt dies nicht.
Da seine Wunde inzwischen vollständig verheilt ist und Lawrence seit seiner Verwundung einen Kräftezuwachs und verstärkte Sinneswahrnehmungen bemerkt, beginnt er, selbst die Gerüchte zu glauben, die von einem uralten Fluch erzählen, der Menschen bei Vollmond in blutgierige Werwölfe verwandelt. Er schickt daher Gwen weg, für die er immer mehr Zuneigung entwickelt, aus Angst, ihr ungewollt etwas antun zu können. Das Dorf wappnet sich inzwischen mit Silberkugeln, da allein diese gegen Werwölfe wirksam seien. Ein Trupp Männer legt vor dem Talbot-Anwesen eine Bodenfalle an und postiert sich mit einem tierischen Köder.
In derselben Nacht kann Lawrence beobachten, wie sein Vater das Mausoleum der toten Mutter aufsucht, die sich vor vielen Jahren das Leben genommen haben soll. Er folgt ihm und entdeckt, dass in einem Kellerraum eine Art Schrein für die Mutter errichtet worden ist. Sein Vater überrascht ihn und macht unklare Andeutungen zu den Geschehnissen. Als kurz darauf der Vollmond hereinbricht, verwandelt sich Lawrence tatsächlich in ein Monster, gelangt ins Freie und bringt den auflauernden Trupp auf grausame Weise um. Am nächsten Morgen erwacht Lawrence in blutverschmierter Kleidung auf dem Anwesen seines Vaters, der ihn geweckt und seine sofortige Verhaftung durch Inspektor Aberline veranlasst hat.
Lawrence wird in eine geschlossene Psychiatrie in London gebracht, in der seine angeblichen Wahnvorstellungen mit Eiswasser und Medikamenten behandelt werden. Nach einem Monat besucht ihn sein Vater und erzählt ihm die Wahrheit über sich: Vor vielen Jahren ist er bei einem Jagdausflug im Hindukusch von einem Werwolf gebissen worden und war dann selber als Werwolf auch für den Tod seiner Frau verantwortlich. 25 Jahre lang erfüllte sein treuer Diener seinen Auftrag, ihn während der Vollmondnächte im Keller des Mausoleums einzusperren. Als jedoch Lawrences Bruder seine Verlobte kennenlernte und sie im Begriff waren, das Haus früher oder später zu verlassen, habe er den Gedanken an ihre Abwesenheit nicht ertragen können. In einer Vollmondnacht habe er seinen Diener niedergeschlagen, sich verwandelt und seinen Sohn getötet. Er bekennt offen, von seiner animalischen Eigenschaft fasziniert zu sein, und hat beschlossen, sich ihr von nun an ganz hinzugeben. Er selbst hat Lawrence gebissen und so mit dem Fluch belegt. Dieser ist voller Wut und Rachegedanken gegen seinen Vater, kann jedoch in seiner Lage nichts gegen ihn unternehmen.
Bei einer Vorführung vor Gelehrten in einem Hörsaal während einer Vollmondnacht soll sich die vermeintliche Mär vom Wolfsmenschen als unbegründet erweisen, doch Lawrence verwandelt sich erneut in eine Bestie, tötet seinen Arzt und dessen Helfer und flieht. Bei der spektakulären Flucht durch London fallen Lawrence weitere Menschen zum Opfer. Inspektor Aberline und der Polizei gelingt es zwar, das Monster zu stellen, doch aufgrund fehlender Silberpatronen kann es entkommen.
Am nächsten Morgen begibt sich der wieder menschliche Lawrence in das Ladengeschäft von Gwen und offenbart sich. Sie verspricht ihm Hilfe, und da sie seine Gefühle erwidert, küssen sie sich. Schnell führen die Ermittlungen Aberline zu Gwen. Er durchsucht das Geschäft, doch Lawrence ist nicht mehr da. Dieser schlägt sich nach Blackmoor durch mit der Absicht, erst seinen Vater und dann sich selbst zu töten. Gwen reist ihrerseits nach Blackmoor und befragt die Zigeuner nach einer Heilmethode. Auch der Inspektor reist mit Verstärkung an, um Lawrence zu suchen, zu stellen und mit Silberkugeln zu töten.
Lawrence dringt in das Haus seines Vaters ein und bewaffnet sich mit Gewehr und Silberpatronen des offenbar inzwischen von Sir John getöteten Dieners. Beim Aufeinandertreffen mit seinem Vater gelingt es ihm jedoch nicht, ihn zu töten, da dieser das Schießpulver aus den Patronen entfernt hat. Zu Vollmond verwandeln sich beide in Werwölfe und es kommt zum Kampf, in dessen Verlauf ein Brand entsteht. Lawrence gewinnt schließlich den Zweikampf und tötet seinen Vater. Der hinzukommende Aberline versucht Lawrence zu töten, doch die ebenfalls eintreffende Gwen hindert ihn daran. Er wird von Lawrence gebissen, während Gwen in den Wald flieht. Der Werwolf folgt ihr, stellt und überwältigt sie. Gwen gelingt es, in seine Augen zu schauen und an den menschlichen Kern in ihm zu appellieren. Lawrence hält inne, während sich Aberline und die Verfolger allmählich nähern. Gwen sieht letztlich keine andere Möglichkeit, als das Monster mit der von ihr mitgeführten Pistole des Inspektors zu erschießen, um es zu erlösen. Der daraufhin zurückverwandelte Lawrence stirbt in ihren Armen, ehe der Inspektor eintrifft. Abschließend dringt Mondschein durch den düsteren Wald, und man hört noch einmal ein Werwolfsgeheul, eine Andeutung darauf, dass nun Inspektor Aberline mit dem Fluch belegt ist.

## Trivia
- Der zweite veröffentlichte Trailer enthält den Song The Beast At Our Door von Groove Addicts.
- In der Szene, in der Gwen in Büchern über Wolfsmenschen recherchiert, sieht man den Holzschnitt Werwolf von Lucas Cranach dem Älteren aus dem Jahr 1512.
- Die von Hugo Weaving gespielte Figur des „Inspector Francis Aberline“ ist eine Anlehnung an den britischen Inspektor Frederick Abberline, der seinerzeit mit den Morden von Jack the Ripper beschäftigt war, was auch in dem Thriller From hell thematisiert wurde. Im Film hält Lawrence Talbot dem Ermittler Aberline dessen Misserfolg bei der Aufklärung der Ripper-Morde in einem Zwiegespräch vor.
- Ursprünglich sollte der Film von dem Regisseur Mark Romanek gedreht werden, der dann im Februar 2008, drei Wochen vor Drehbeginn, durch Joe Johnston ersetzt wurde.[3]
- Das Werwolf-Makeup für Benicio del Toro stammt von Makeup-FX-Designer Rick Baker.[4]
- Der Film wurde 2008 in den Pinewood Studios in London gedreht.[4] Im Jahr 2009 wurden einige zusätzliche Sequenzen, ebenfalls in den Pinewood Studios, unter Regie von Vic Armstrong nachgedreht.[5]
- Der für die Filmmusik engagierte Danny Elfman wurde nach enttäuschenden Testvorführungen des Films entlassen; als neuer Komponist wurde Paul Haslinger geholt. Als auch die Haslinger-Musik bei Tests durchfiel, wurde schließlich doch die Elfman-Musik verwendet.[6]
- In einer Szene zu Beginn des Films hat Max von Sydow einen Cameo-Auftritt als unbekannte Reisebegleitung von Lawrence, der sich auf den Weg zu seinem Vater gemacht hat. Der Unbekannte überlässt Lawrence den auffälligen Stock, den man während des Films immer wieder zu Gesicht bekommt. Diese Szene ist nur im Director’s Cut enthalten.

## Kritiken
„Tolle Bilder, morbide Spannung. Spektakuläres Remake eines fast vergessenen Horrorklassikers“

„Genrefans kommen bei Silberkugeln, heulenden Wölfen, am Vollmond vorbeiziehenden Wolken, einem Trauerzug durch eine Pappelallee sowie farbentsättigten Bildern und Gänsehautscore voll auf ihre Kosten. Tod, Verwandlung, Wiederauferstehung, Erlösung; alles wird strikt nach Lehrbuch durchgespielt, lustvoll, blutig, gradlinig und technisch perfekt.“

„Spaß macht ‚Wolfman‘ immer dann, wenn die Darsteller mit gekonnter Theatralik gegen die Holzschnittartigkeit ihrer Figuren angehen. […] Anthony Hopkins lässt einmal mehr das lauernde Raubtier durchblitzen, als das sich Hannibal Lecter einst ins filmkulturelle Gedächtnis einbrannte – wenngleich ihm die deutsche Synchronisation Charisma raubt. Hugo Weaving muss ohnehin bloß vor die Kamera gezerrt werden, um mit noch so trivialen Zeilen ungeheure Bannkraft zu entfalten. Lediglich Emily Blunt kann sich in ihrer auf würdelose Stichwortlieferei beschränkten Rolle nicht profilieren. Über die Substanzlosigkeit der Erzählung kann der launige Cast aber leider nicht hinwegtäuschen.“

„Angesichts der tollen Ausstattung und ehrenwerten Besetzung ist es schon eine rechte Schande, wie unausgegoren und schlecht dieser Film mit seiner problemgeplagten Produktionsgeschichte leider ist. Dabei beginnt es so hoffnungsvoll und weckt in der Tat Erinnerungen an klassischen Horror, aus einer Zeit vor dem hyperkinetischen Schnitt und dem digitalen Monsterinferno. Doch je weiter der Film sich der unweigerlichen Transformation nähert, desto mehr rutscht er ins Lächerliche und Langweilige.“

„One of the worst movies we ever made[…] WOLFMAN and BABE 2 are two of the shittiest movies we put out. The script never got right[…] The director was wrong. Benicio [del Toro] stunk. It all stunk.
(Einer der schlechtesten Filme, die wir je gemacht haben[…] WOLFMAN und BABE 2 sind zwei der beschissensten Filme, die wir je herausgebracht haben. Das Drehbuch wurde nie passend[…] Der Regisseur war der falsche. Benicio [del Toro] war mies. Alles war mies.“

## Auszeichnungen (Auswahl)
- Die Maskenbildner Rick Baker und Dave Elsey wurden 2011 mit dem Oscar ausgezeichnet.
- Filmkomponist Danny Elfman erhielt 2010 eine Nominierung bei den World Soundtrack Awards.
- Filmkomponist Danny Elfman erhielt 2010 den Preis bei den BMI Film & TV Awards.
- Saturn Award der Academy of Science Fiction, Fantasy & Horror Films für Rick Baker und Dave Elsey 2011 für die beste Maske
- Saturn-Award-Nominierung der Academy of Science Fiction, Fantasy & Horror Films für Milena Canonero 2011 für die besten Kostüme
- Saturn-Award-Nominierung der Academy of Science Fiction, Fantasy & Horror Films für Rick Heinrichs für 2011 das beste Produktionsdesign
- Scream-Award-Nominierung 2010 für Emily Blunt als beste Horrorfilmdarstellerin